# アメリカ合衆国大統領選挙討論会

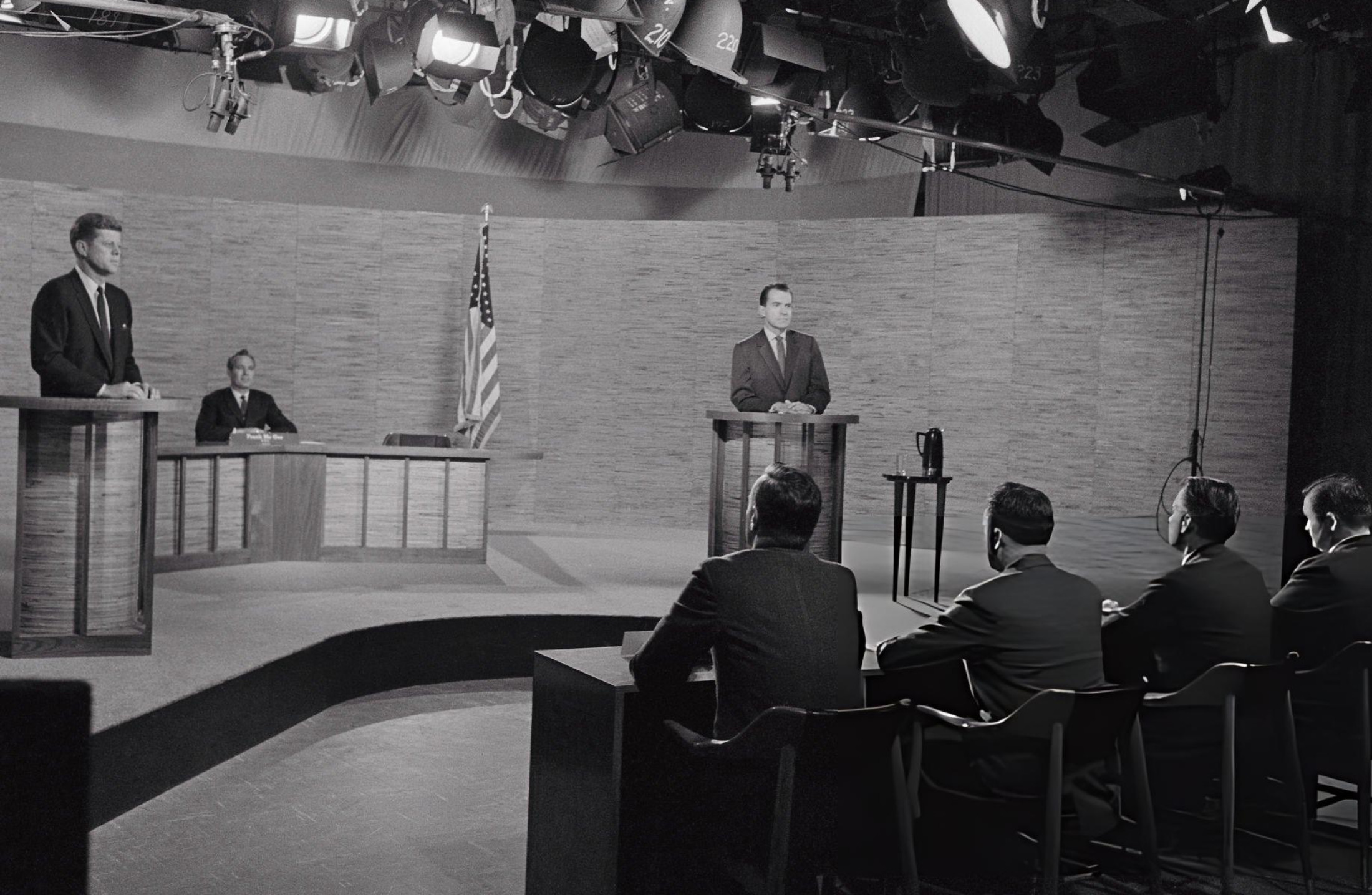
ケネディー対ニクソン大統領選挙討論会（1960年）

アメリカ合衆国大統領選挙討論会（あめりかがっしゅうこくだいとうりょうせんきょとうろんかい、英語: United States Presidential Election Debates）はアメリカ合衆国の大統領選挙に際し行われる、主要な民主党と共和党の公認候補による公開討論会である。

## 大統領選挙討論会の始まり
こうした公開討論会のルーツは、1858年の上院議員選挙に際しイリノイ州の共和党候補アブラハム・リンカーンと民主党の現職スティーブン・ダグラスとの間で7回行われた討論会である。結果的にダグラスが再選されたものの、リンカーンはこの討論会で名を挙げ、2年後に大統領の座を手中にした。
初のカラー放送選挙討論会は1964年のホーランド対カークであった。

## ケネディー対ニクソン討論会
最初の大統領選挙討論会は1960年にラジオとテレビを使って、民主党のジョン・F・ケネディー上院議員とリチャード・ニクソン副大統領の間で行われた。モデレーター（司会者）はCBSのニュースキャスター（ハワード・K・スミス）で、他に3人のパネリストがいた。この時のラジオ・テレビ放送に関して、2016年に当時の駐日米国大使キャロライン・ケネディが「ラジオで聞いた人の多くはニクソン氏に、テレビ視聴者はケネディ氏にそれぞれ軍配を上げた。」と指摘している。 

## 1976年の大統領選挙討論会
その後は両党対決の大統領選挙討論会はしばらく行われてなかったが、1976年9月23日に第一回テレビ討論会が現職のジェラルド・フォードと新人のジミー・カーターとの間で行われた。これ以降は毎選挙のたびに開かれている。

## 1992年の大統領選挙討論会
1992年の第2回討論会は、クリントン民主党候補とブッシュ共和党候補、第3党のペロー候補の3人により行われた。討論の形式は、クリントンが得意とする「市民集会」形式が採用。クリントンが有権者の質問に対する受け答えで力量を発揮する一方、ブッシュは質問の回答に詰まり、スーパーマーケットで自ら支払いした経験もないことが判明するなど選挙戦を戦う上で致命傷を負った。

## 2016年の大統領選挙討論会
2016年大統領選挙では、大統領候補の民主党のヒラリー・クリントン対共和党のドナルド・トランプの討論会が3回開催された。他に、副大統領候補の民主党のティム・ケイン上院議員対共和党のマイク・ペンス州知事の討論会も1回行われた。

## 2020年の大統領選挙討論会
2020年の討論会はトランプ大統領とジョー・バイデンの間で三度、ペンス副大統領とハリスの間で一度予定していた。
大統領討論会は1回目が9月29日にケース・ウェスタン・リザーブ大学、2回目は10月15日の予定が中止。3回目は10月22日にベルモント大学で実施され、副大統領候補討論会は10月7日にユタ大学で行われた。

## 2024年の大統領選挙討論会
2024年の討論会は、バイデン大統領とトランプ前大統領により行われた。同年6月27日にジョージア州アトランタで行われた討論会では、90分間にわたりインフレーション対策やウクライナ情勢、移民政策など主要な政策について論戦を繰り広げた。討論の序盤、バイデンは時折声がかすれ言葉に詰まる場面もあり、トランプの虚偽を論破できなかったことから、討論会終了後にはバイデン陣営やメディアの中から選挙戦からの撤退論が噴出した。バイデンはフランス訪問やG7サミットなど複数の外遊により疲労が溜まっていたと釈明、大統領選挙から撤退しないことを明らかにした。

## スポンサー
現在のスポンサーは大統領選挙討論会委員会（Commission on Presidential Debates）で、その委員長は民主党全国委員会と共和党全国委員会の前任会長が務める。

## 参照
1. ↑   アメリカ大統領選挙における討論会の役割（駐日アメリカ合衆国大使館）
2. ↑   “父の勝利はテレビのお陰…ケネディ駐日米大使”. YOMIURI ONLINE.   読売新聞 (2016年10月20日). 2016年10月21日時点のオリジナルよりアーカイブ。2016年10月21日閲覧。
3. ↑  フォード氏、劣勢を盛り返す TV討論で無所属票を誘う?『朝日新聞』1976年（昭和51年）9月28日朝刊、13版、7面
4. ↑  “テレビ討論会後に露呈した民主党の「問題」、バイデン撤退は「ない」ワケとは”.   Fin Tech ジャーナル (2024年7月10日). 2024年7月13日閲覧。
5. ↑  “米大統領選討論会 メディア「バイデン氏 精彩欠く」”.   NHK (2024年6月27日). 2024年7月5日閲覧。
6. ↑  “バイデン氏言葉に詰まる場面も、トランプ氏は虚偽主張”.   ロイター (2024年6月27日). 2024年7月5日閲覧。
7. ↑  “討論の失態はバイデン氏を撤退に追い込むか　交代論が噴出する米政界”.   朝日新聞DIGITAL (2024年6月29日). 2024年7月5日閲覧。
8. ↑  “バイデン氏、欧州外遊を後悔　トランプ氏との討論会「眠りそうだった」”.   産経新聞 (2024年7月3日). 2024年7月5日閲覧。

## 参照項目
- ディベート
- アメリカ合衆国大統領選挙